# Jean-Albert Carlotti
Pour les articles homonymes, voir Carlotti.
Jean-Albert Carlotti, de son vrai nom Albert Jean Marius Carlotti, né le 15 août 1909 dans le 3e arrondissement de Lyon où il est mort le 19 avril 2002, est un illustrateur et artiste-peintre français. Il est un des membres fondateurs du groupe des Nouveaux, a travaillé pour la presse écrite et illustré des ouvrages. Il est également décorateur pour le théâtre.

## Biographie
Jean-Albert Carlotti est né le 15 août 1909 à Lyon. Il travaille d'abord dans la soierie dans l'atelier d'Émile Didier (cofondateur, avec le Lyonnais Pierre Combet-Descombes, du groupe Ziniar en 1920 et du Salon du Sud-Est en 1925).
En 1927, Carlotti présente ses toiles au Salon d'automne puis, l'année suivante, au Salon du Sud-Est. Il est un des membres fondateurs du groupe des Nouveaux, qui comprend notamment Marc Aynard, René Besset, Antoine Chartes, Pierre Pelloux. S'installant à Paris en 1932, il est plus tard engagé par le quotidien Paris-Soir. Il a illustré plusieurs classiques de la littérature comme La Chartreuse de Parme de Stendhal et Derborence de l'écrivain suisse Charles-Ferdinand Ramuz et d'autres ouvrages, en particulier pour les éditions Bordas. Jean-Albert Carlotti est un ami de Louis Touchagues. Il est aussi décorateur pour l'opéra d'Amsterdam et dans le domaine du théâtre pour Robert Hossein et Frédéric Dard. Pour ce secteur artistique, Carlotti réalise décors, costumes et programmes de théâtre en collaboration également avec Jean Dasté, Madeleine Renaud et Jean-Louis Barrault.
Carlotti revient à Lyon à partir de 1974. Il emploie différentes techniques : crayons, huiles, pastels ; il utilise également pinceaux, bambous, couteaux. D'après Le Progrès, Carlotti préfère « les tons un peu sombres, grisés, rehaussés parfois d'une pointe plus lumineuse ». 
En 1985, Henri-André Martin publie Le Lyon de Carlotti et Deroudille. Par la suite, Carlotti expose au Japon et plusieurs rétrospectives lui sont consacrées.
En 1999, le critique d'art Alain Vollerin lui consacre un ouvrage : Jean-Albert Carlotti : Donner une forme à sa vie intérieure (Éditions Mémoire des Arts), tandis les travaux de l'artiste font l'objet d'une exposition rétrospective à l'hôtel de ville de Lyon.

## Expositions
- Lyon, galerie Malaval[6]
- Salon de la Girafe (collectif)[2]

## Récompenses
- 1965 : prix Victor Perret[2]
- 1966 : prix Rabelais[2]